# 183

## Події

### Римська імперія
Імператором Римської імперії був Коммод. Він же був обраний консулом, а разом з ним — Гай Ауфідій Вікторін
Майбутні імператори Песценній Нігер і Клодій Альбін вели успішну війну проти сарматів у Дакії.

### Азія
- Китай: править династія Хань;
- Індія: Кушанська імперія.

### Астрономічні явища
- 11 березня. Повне сонячне затемнення.[1]
- 4 вересня. Кільцеподібне сонячне затемнення.[1]